# Куартелез (Нью-Мексико)
Куартелез (англ. Cuartelez) — переписна місцевість (CDP) в США, в окрузі Санта-Фе штату Нью-Мексико. Населення — 455 осіб (2020).

## Географія
Куартелез розташований за координатами 35°59′34″ пн. ш. 106°1′11″ зх. д. / 35.99278° пн. ш. 106.01972° зх. д. (35.992829, -106.019661).  За даними Бюро перепису населення США в 2010 році переписна місцевість мала площу 3,53 км², уся площа — суходіл.

## Демографія
Згідно з переписом 2010 року, у переписній місцевості мешкало 469 осіб у 172 домогосподарствах у складі 122 родин. Густота населення становила 133 особи/км².  Було 202 помешкання (57/км²).
Расовий склад населення:
| - 53,3 % — білих - 2,3 % — корінних американців - 37,3 % — осіб інших рас |

До двох чи більше рас належало 7,0 %. Частка іспаномовних становила 90,8 % від усіх жителів.
За віковим діапазоном населення розподілялося таким чином: 26,4 % — особи молодші 18 років, 63,8 % — особи у віці 18—64 років, 9,8 % — особи у віці 65 років та старші. Медіана віку мешканця становила 34,3 року. На 100 осіб жіночої статі у переписній місцевості припадало 102,2 чоловіків;  на 100 жінок у віці від 18 років та старших — 93,8 чоловіків також старших 18 років.
За межею бідності перебувало 10,4 % осіб, у тому числі 0,0 % дітей у віці до 18 років та 0,0 % осіб у віці 65 років та старших.
Цивільне працевлаштоване населення становило 221 осіб. Основні галузі зайнятості: освіта, охорона здоров'я та соціальна допомога — 31,7 %, мистецтво, розваги та відпочинок — 22,2 %, науковці, спеціалісти, менеджери — 20,8 %.